# Berengarija Barcelonska
Berengarija Barcelonska (1116. – 15. siječnja 1149.), na španjolskom poznata kao Berenguela de Barcelona, bila je kraljica supruga Kastilje, Leona i Galicije. Kći Rajmunda Berengara III., grofa Barcelone i Douce I., grofice Provanse, Berengarija je poznata i kao Berengarija Provansalska.
U studenom 1128., Berengarija se udala za Alfonsa VII., kralja Kastilje, Leona i Galicije. Berengarijina i Alfonsova djeca:
- Sančo III., kastiljski kralj
- Ramon
- Ferdinand II. Leonski
- Konstancija Kastiljska, francuska kraljica
- Sanča Kastiljska, kraljica Navare
- García
- Alfons

Berengarija je umrla u Palenciji te je pokopana u katedrali Santiago de Compostela.